# Ван Дейк, Йоханнес
Йоханнес Вильгельмус Мария ван Дейк (нидерл. Johannes Wilhelmus Maria van Dijk; 4 июля 1868, Амстердам — 25 августа 1938, Амстердам) — нидерландский гребец, бронзовый призёр летних Олимпийских игр 1900.
Дейк на Играх участвовал только в соревнованиях восьмёрок. Его команда сначала выиграла полуфинал, а затем заняла третье место в финале, выиграв бронзовую медаль.